# Уханьова Марія Василівна
Марія Василівна Уханьова (24 січня 1936, Донецька область — ?) — українська радянська діячка, новатор сільськогосподарського виробництва, доярка радгоспу «Амвросіївський» Амвросіївського району Донецької області. Депутат Верховної Ради УРСР 6—7-го скликань.

## Біографія
Народилася у родині комбайнера радгоспу «Шахтар» Горлівського району Донецької (Сталінської) області Василя Іванця. Батько загинув у 1944 році на фронтах Другої світової війни. Мати переїхала разом із дітьми до радгоспу «Амвросіївський» Амвросіївського району Сталінської області.
Марія Іванець (Уханьова) закінчила семирічну школу в Амвросіївському районі Сталінської області.
З 1953 року — доярка радгоспу «Амвросіївський» (центральна садиба у селищі Лисиче) Амвросіївського району Донецької області.  Ударниця комуністичної праці.
Потім — на пенсії у селі Харківське Амвросіївського району Донецької області.

## Нагороди
- ордени
- медалі